# 난바 사키
난바 사키(일본어: 難波 サキ, 1986년 6월 11일 ~ )는 일본의 모델이다.